# Инеса Кравец
Инеса Миколајевна Кравец (укр. Інеса Миколаївна Кравець; Дњепропетровск, 5. октобар 1966. Дњепропетровск СССР сада Украјина) је украјинска атлетичарка светска рекордерка у троскоку. Такмичила се и у скоку удаљ.
На Олимпијским играма 1992 такмичила се за Здружени совјетски тим под олимпијском заставом и освојила сребрну медаљу у скоку удаљ. После тога такмичила се за Украјину.
На Светском првенству 1995. у Гетеборгу такмичећи се у троскоку поставила је светски рекорд резултатом 15,50 m који одолева још и данас.
Године 1993, Кравец је имала тромесечну забрану такмичења због коришћења забрањених стимуланса.. У јулу 2000. Кравецова је суспендована на две године због поновљеног допинга.

## Значајнији резултати у троскоку
| Год. | Такмичење                   | Место            | Пласман | Резултат |
| ---- | --------------------------- | ---------------- | ------- | -------- |
| 1991 | Светско првенство у дворани | Севиља, Шпанија  | 1       | 14,44    |
| 1993 | Светско првенство у дворани | Торонто Канада   | 1       | 14,47    |
| 1995 | Светско првенство           | Гетеборг Шведска | 1       | 15,50 СР |
| 1995 | ИААФ финале                 | Париз Француска  | 2       | 14,59    |
| 1996 | Олимпијске игре             | Атланта САД      | 1       | 15,33    |
| 1999 | Светско првенство           | Севиља Шпанија   | 11      | 13,49    |

## Значајнији резултати у скоку удаљ
| Год. | Такмичење                   | Место              | Пласман | Резултат |
| ---- | --------------------------- | ------------------ | ------- | -------- |
| 1991 | Светско првенство у дворани | Севиља Шпанија     | 4       | 6,71     |
| 1992 | Олимпијске игре             | Барселона Шпанија  | 1       | 7,12     |
| 1993 | Светско првенство у дворани | Торонто Канада     | 3       | 6,77     |
| 1994 | ИААФ финале                 | Париз Француска    | 2       | 6,98     |
| 1995 | Светско првенство           | Гетеборг Шведска   | 10      | 6,57     |
| 2003 | Светско првенство у дворани | Бирмингем Енглеска | 2       | 6,72     |

### Лични рекорди
- на отвореном:

скок увис — 1,75 m 1. јануар 1983.
скок удаљ — 7,37 m 13. јун 1992. Кијев, Украјина
троскок — 15,50 m 10. август 1995, Гетеборг, Шведска
- у дворани

скок удаљ — 7,09 m 1. фебруар 1992, Москва, Русија
троскок — 14,67 m 27. јануар 1995, Москва, Русија